# Сијудад дел Есте
Сијудад дел Есте (шп. Ciudad del Este, „Источни град“) је са 274.000 становника други по величини град Парагваја у Јужној Америци. Како му и име каже, налази се на крајњем истоку земље, на тромеђи Парагваја са Аргентином и Бразилом. Сијудад дел Есте лежи на десној обали реке Парана и главни је град департмана Алто Парана. 
Сијудад дел Есте је слободна трговинска зона. Град генерише око 60% БДП Парагваја. Центар града подсећа на базар због великог броја радњи. Само део ове трговине је легалан, већи део се базира на шверцу са оближњим земљама и продаји фалсификованих робних марки. 
У граду живи много имиграната са Тајвана, из Ирана и арапских земаља, и отуда у граду постоје пагоде и џамије. Тајванска влада је финансирала изградњу градске већнице. Сијудад дел Есте има и међународни аеродром (ознака AGT). 
Средња годишња температура износи 21 °C (максимална 38 °C, минимална 0 °C). 

## Историја
Град је основан 1957. под именом Пуерто Флор де Лис (Puerto Flor de Lis, Лука љиљана). Касније је то име председник Алфредо Стреснер променио у Пуерто Президенте Стреснер (Puerto Presidente Stroessner), да би 1989. добио садашње име. Град је јако напредовао изградњом оближње бране и хидроцентрале Итаипу. „Мост пријатељства“ повезује Сијудад дел Есте са градом Фос до Игуасу у Бразилу. 

## Становништво
| Година       |
| Становништво |
| ------------ |